# Roman-photo

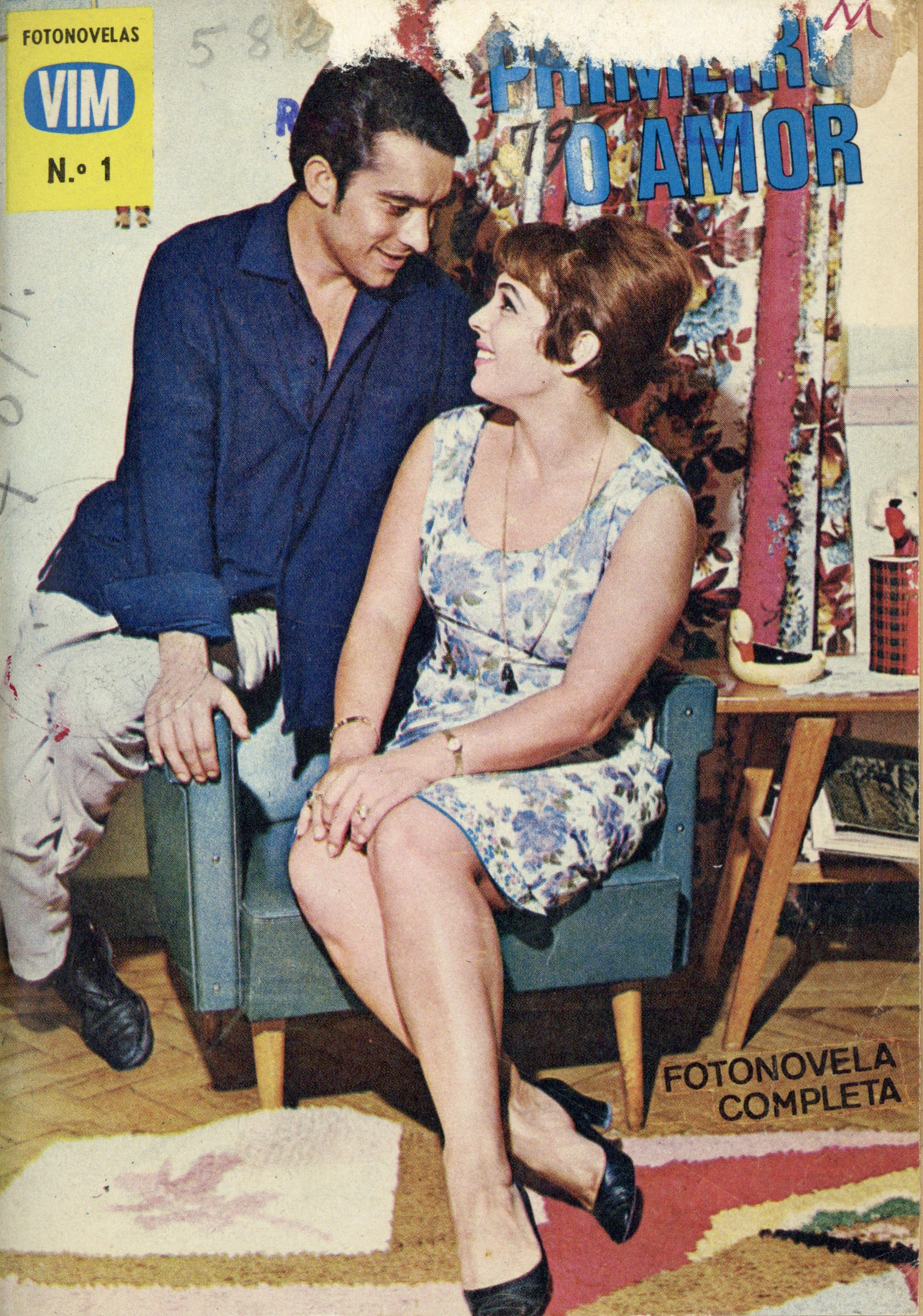
Magazine portugais de roman-photos (vers 1961).

 (octobre 2024).
Cet article concerne la bande dessinée photographique. Pour le projet de musique français, voir Roman Photo.
Un roman-photo est un genre narratif proche de la bande dessinée, dans lequel une succession de photographies, agrémentées ou non de textes, disposés ou non dans des phylactères, conduit la narration.

## Origine et histoire
Grâce aux progrès techniques dans la reproduction mécanique des photos, le mélange texte/photo fait son apparition à la fin du XIXe siècle. 
En 1860 et 1863, l'important éditeur allemand Bernhard Tauchnitz publie deux récits, The Marble Faun. Transformation de Hawthorne, et Romola de George Eliot, tous deux illustrés de tirages albuminés collés à la main : spécialisé dans le guide touristique, cette tentative de Tauchnitz, très couteuse, reste l'une des premières à juxtaposer photographie et texte littéraire.
En 1886, dans Le Journal illustré, le photographe Nadar, aidé de son fils qui prend les photos, fait un reportage en images sur Michel-Eugène Chevreul, physicien et académicien centenaire. Il discute avec lui, et les clichés de la discussion, reproduits par similigravure, s'accompagnent de phrases. Le rendu est très statique et l’auteur n’utilise aucun phylactère. Cette expérience est contemporaine des débuts de l'utilisation de clichés photographiques pour illustrer les périodiques.
Quant au roman, puisqu'il s'agit de ça, il semble que la photolittérature ait été initiée en 1889-1890 par Alphonse Daudet avec L’Élixir du R. P. Gaucher, une édition dirigée par Charles Mendel, illustrée par des clichés de Henri Magron, qui devient lui-même éditeur du genre. En 1892, est publié Bruges-la-Morte, roman de Georges Rodenbach, également accompagné de clichés. La librairie Nilsson est connue pour avoir été pionnière, à partir de 1896, dans le commerce de collections de romans populaires imprimés à grand tirage et illustrés à l'aide de phototypes, procédé moderne à l'époque (une centaine de clichés pour des livres de 200 pages), inaugurant un genre qui allait devenir le roman-photo. L'un de leurs collaborateurs est le photographe Paul Sescau. Le slogan de Nilsson était : « Roman inédit illustré par la photographie d'après nature ». Nilsson fut concurrencée sur ce terrain par les Frères Offenstadt puis, plus tard, par Flammarion et Calmann-Lévy.
Au début du XXe siècle, le ciné-roman se développe : des magazines populaires diffusent les scénarios des films projetés en salle en illustrant les récits de photos tirées des films.
Le roman-photo moderne tire son origine de l'Italie d'après-guerre, en 1947, au croisement du cinéma et de la bande dessinée. La paternité de l'invention est attribuée à Stefano Reda, un jeune scénariste, qui réalisa Nel Fondo del Cuore, le premier roman-photo de l'histoire en 1947 pour le magazine italien Il Mio Sogno. Elle est également attribuée au trio Luciano Pedrocchi, Damiano Damiani et Franco Cancellieri qui officiaient chez Mondadori pour le magazine Bolero Film dont le premier numéro fut publié à deux semaines d'intervalle de Il Mio Sogno et qui utilisera d'emblée le néologisme "fotoromanzo" (roman-photo) sur sa couverture. Le nom du scénariste Cesare Zavattini, à l'origine de nombreuses expériences menées dans le domaine de la bande dessinée et figure de proue du mouvement néoréaliste italien, est également évoqué. Outre le côté technique, le roman-photo s'inspire du cinéma en reprenant le topos sentimental du bonheur individuel véhiculé par les productions américaines de l'époque. Les techniques de découpage et de présentation de la bande dessinée sont repris, mais peu de romans-photos se sont intéressés aux techniques d'expression propres à la bande dessinée. C'est un succès, au point qu'un documentaire sur le sujet est réalisé par Michelangelo Antonioni en 1949. 
Le roman-photo fait sa première apparition en France en juin 1949 dans le magazine Festival, sous l'impulsion de l'éditeur Cino Del Duca qui l'introduit progressivement dans la quasi-totalité de ses autres revues dont Nous Deux, en août 1950.
Les magazines Nous Deux pour la France (il se vend chaque semaine à 1,5 million d'exemplaires et présente des vedettes des yé-yé comme Johnny Hallyday) et Grand Hôtel pour Italie, demeurent les deux seuls hebdomadaires à publier des romans-photos[réf. souhaitée]. Dans les années 1960, un Français sur trois lit des romans-photos. Des déclinaisons érotiques sont également publiées.
Plusieurs personnalités sont apparues dans des romans-photos avant de devenir célèbres, notamment pour gagner de l'argent, comme Sophia Loren à l'âge de 16 ans.
Peu d'auteurs ont vraiment marqué le genre. Parmi eux figurent Gébé et le professeur Choron, qui ont publié dans les années 1960 et 1970 de nombreux romans-photos comiques dans Hara-Kiri, Jean Teulé (Gens de France et d'ailleurs, réédité par Ego Comme X) qui a inventé le roman-photo de reportage[réf. souhaitée], ainsi que Léandri qui a publié des romans-photos courts et humoristiques.
Pour Frédérique Deschamps, commissaire d'une exposition sur le sujet organisée au Mucem en 2017-2018, « les feuilletons à l'eau de rose, qui faisaient le sel du genre et lui ont valu d'être très largement haï par les intellectuels communistes autant que par les chrétiens, ont été supplantés par les histoires d'amour des stars sublimées par la presse people ».
Dans les années 1970, il est victime d'un déclin, très généralement attribué à la diffusion de la télévision.
Dans les années 1980, les éditions de Minuit tentent de lancer le nouveau roman-photo mais interrompt l'expérience rapidement, faute de lecteurs suffisants. En 1991, Christian Bruel publie, sous la dénomination photoroman, La Mémoire des scorpions, récit policier photographié et mis en scène par Xavier Lambours (Le Sourire qui mord, diff. Gallimard).
Dans les années 2000, le numéro 14 de la revue Flblb Fricassée de romans-photos, édité en 2003, propose un panorama des possibilités de ce genre narratif. Depuis, ils publient environ un nouveau roman-photo par an.
Dans les années 2010, plusieurs docus-photos (romans-photos documentaires) sont également publiés par les éditions Les Arènes et Gallimard.

## Le roman-photo et le détournement
Dans la veine du détournement situationniste, qui utilisait des bandes dessinées et des films pour en détourner le contenu, le roman-photo peut aussi servir de support pour le détournement, à travers la modification du texte des phylactères. Les romans-photos du magazine Nous deux ont plusieurs fois été réutilisés à des fins de détournement subversif.[réf. nécessaire]
La balançoire de plasma (1996), ouvrage réédité en 2006 par Cornélius, est à classer dans cette catégorie. Dans cet ouvrage, Jean Lecointre et Pierre La Police rendent un hommage très décalé[Interprétation personnelle ?] à la série B. Il en est de même[Interprétation personnelle ?] de l'ouvrage Les Six Fonctions du langage de Clémentine Mélois publié en 2021.[réf. nécessaire]

## D'autres romans-photos
Associer narration et images photographiques est une démarche récurrente dans l'histoire des arts, qui outrepasse largement le seul champ du roman-photo. Il semble que la notion de roman-photo doive être initialement attribuée au constructivisme russe, dès les années 1930[réf. souhaitée].
Parmi les expériences notables en la matière, on peut citer :
- Chris Marker a donné le sous-titre Photo-roman à son fameux court-métrage La Jetée (1962), composé presque exclusivement de photos fixes,
- Hervé Guibert a quant à lui sous-titré Roman-Photo son livre écrit à partir des photos qu'il avait prises de ses deux tantes, Suzanne et Louise (1980, réédition 2005, Gallimard).
- Dans les années 1980, le scénariste Benoît Peeters et la photographe Marie-Françoise Plissart ont publié aux Éditions de Minuit des ouvrages qui tentent de renouveler en profondeur le genre.
- Les Éditions Thierry Magnier ont lancé en 2006 la collection Photoroman, codirigée par un écrivain (Jeanne Benameur) et un photographe (Francis Jolly). Chaque volume paru associe un photographe et un écrivain, le second rédigeant une histoire à partir des photos du premier, sans autre indice que ce matériau iconographique brut.
- Avec Mars et Avril, le scénariste Martin Villeneuve et le photographe Yanick Macdonald proposent eux aussi un roman-photo d'un genre nouveau (sous-titré "photo-roman revisité"), aux antipodes du roman de gare ou à l'eau de rose ; deux tomes sont parus à ce jour aux Éditions de la Pastèque.
- On doit au photographe Chenz les romans-photos publiés dans Hara-Kiri.
- Lia Rochas-Pàris considère "La vie comme un roman-photo 3.0" et publie quotidiennement des bribes de son quotidien sur son compte instagram.
- Xavier Lambours, Le Mystère du fétiche noir, Télérama Hors-série, 1er janvier 1999.
- Xavier Lambours, La Mémoire des Scorpions, Gallimard, Le Sourire qui mort, 2005.
- En janvier 2019, Mahler publie Nohmi - La quête de l’UniCité aux éditions Y.I.L.
- Les Éditions FLBLB publient régulièrement depuis les années 2000 des roman-photos d'auteurs, notamment Pauline à Paris (Benoit Vidal), 2015, Gaston en Normandie (Benoit Vidal), 2022, Même le grand soir a commencé petit (Clément Xavier et Lisa Lugrin), 2018, Le Syndicat des algues brunes (Amélie Laval), 2018, Contrôle des voyageurs (Xavier Courteix), 2020, La déflagration des buissons (Julie Chappalaz), 2022, ou encore Un petit doute en septembre (Ype Driessen), 2022.
- Ralph Rumney, The Leaning Tower of Venice, avec une traduction française in Ralph Rumney,  Le Consul, Paris, Allia, 2018, 3e éd., p. 186-197.

## Roman-photo et enquête mémorielle ou documentaire
- Valérie Igounet et Vincent Jarousseau, L'Illusion nationale : deux ans d'enquête dans les villes FN, Paris, Les Arènes, coll. « Enquêtes », 2017, 168 p. (ISBN 978-2-35204-597-7).
- Vincent Jarousseau, Les racines de la colère : deux ans d'enquête dans une France qui n'est pas en marche, Paris, Les Arènes, Coll. Enquêtes, 2019, 168 p.  (ISBN 2711201260 et 9782711201266)
- Vincent Jarousseau, Les femmes du lien. La vraie vie des travailleuses essentielles. Paris, Les Arènes, 2022, 228 p.  (ISBN 979-1037505835)
- Benoit Vidal, Pauline à Paris, Poitiers, FLBLB, 2022, 144p.  (ISBN 978-2-35761-331-7) : un siècle d'histoire de France à travers le récit d'une centenaire.
- Benoit Vidal, L'effet schizomètre, Quand l'art brut dégivre la psychopathologie, Paris, Epel, 2018, 128p.  (ISBN 978-2-35427-193-0) : une critique décalée des classifications psychiatriques du DSM, des œuvres d'art, et de toute classification en général... dans un ouvrage inclassable.
- Benoit Vidal, Gaston en Normandie, Poitiers, FLBLB, 2022, 160 p.  (ISBN 978-2-35761-327-0) : le débarquement de 1944 raconté par un enfant de sept ans.

## Exposition
- « Le roman-photo », Mucem, Marseille, 2017-2018[7]